# Trouxemil
Trouxemil é uma povoação portuguesa do Município de Coimbra, sede de paróquia da Diocese de Coimbra e que foi sede da extinta Freguesia de Trouxemil, freguesia que tinha 7,23 km² de área e 2 712 habitantes (2011), e, por isso, uma densidade populacional de 375,1 hab/km².
A freguesia era composta pelas localidades de Adémia, Adões, Alcarraques, Cioga do Monte, Fornos, Salgueirosa e Trouxemil.
Foi extinta em 2013, no âmbito de uma reforma administrativa nacional, tendo sido agregada à Freguesia de Torre de Vilela para formar uma nova freguesia denominada União das Freguesias de Trouxemil e Torre de Vilela da qual é a sede.

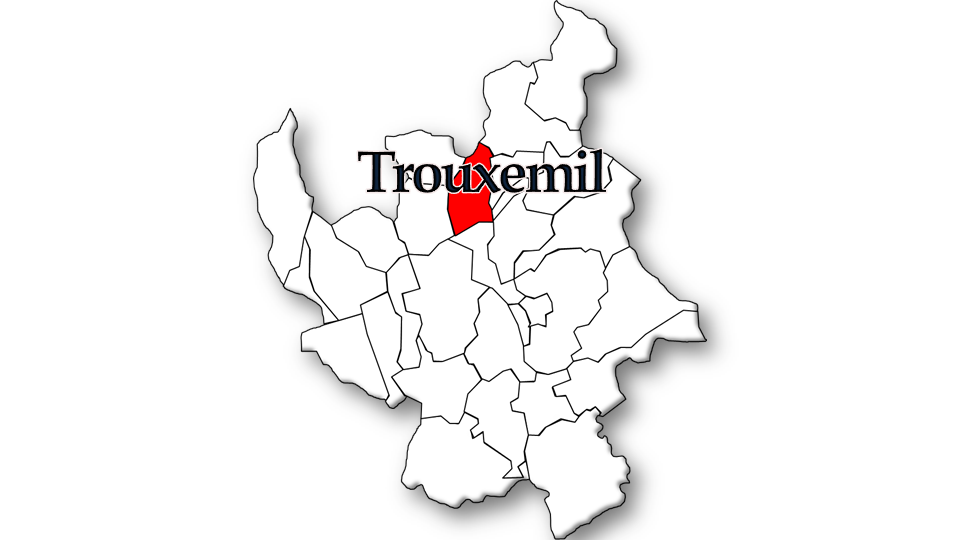
Localização no Município de Coimbra

## População

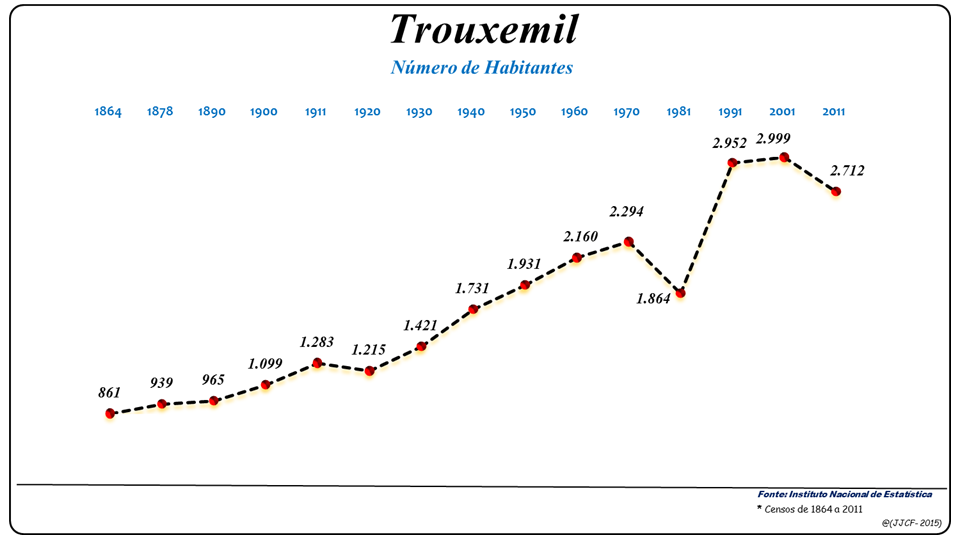
Evolução da População (1864 / 2011)

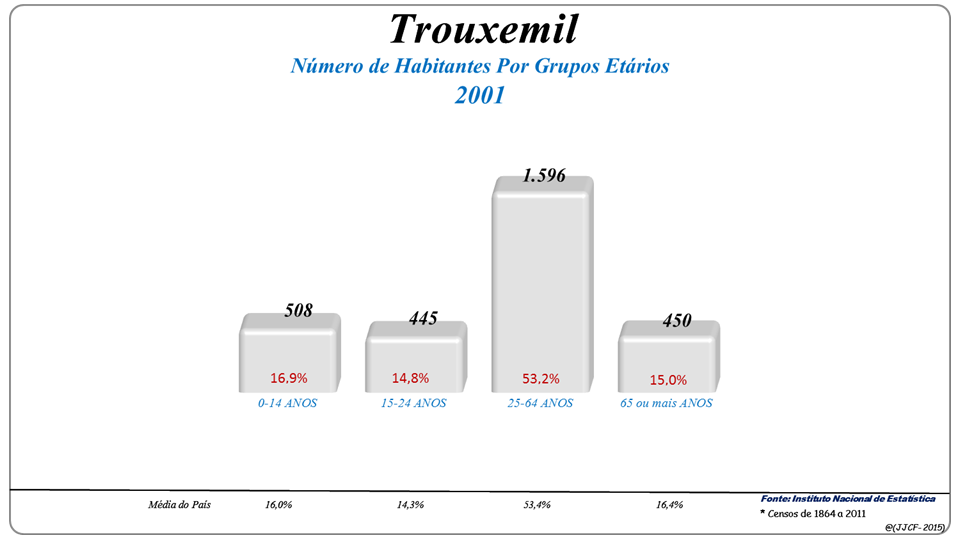
Grupos Etários (2001 e 2011)

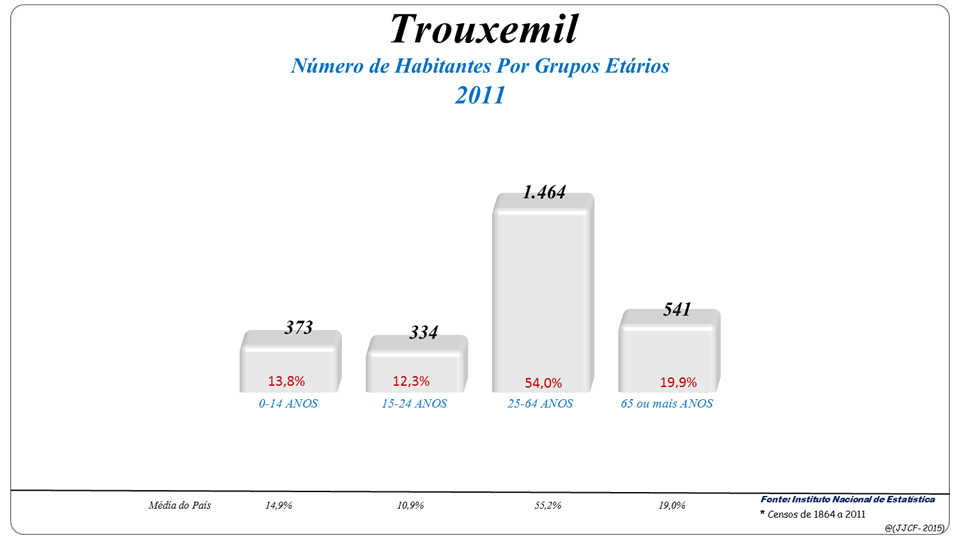
Grupos Etários (2001 e 2011)

| População da freguesia de Trouxemil | População da freguesia de Trouxemil | População da freguesia de Trouxemil | População da freguesia de Trouxemil | População da freguesia de Trouxemil | População da freguesia de Trouxemil | População da freguesia de Trouxemil | População da freguesia de Trouxemil | População da freguesia de Trouxemil | População da freguesia de Trouxemil | População da freguesia de Trouxemil | População da freguesia de Trouxemil | População da freguesia de Trouxemil | População da freguesia de Trouxemil | População da freguesia de Trouxemil |
| ----------------------------------- | ----------------------------------- | ----------------------------------- | ----------------------------------- | ----------------------------------- | ----------------------------------- | ----------------------------------- | ----------------------------------- | ----------------------------------- | ----------------------------------- | ----------------------------------- | ----------------------------------- | ----------------------------------- | ----------------------------------- | ----------------------------------- |
| 1864                                | 1878                                | 1890                                | 1900                                | 1911                                | 1920                                | 1930                                | 1940                                | 1950                                | 1960                                | 1970                                | 1981                                | 1991                                | 2001                                | 2011                                |
| 861                                 | 939                                 | 965                                 | 1 099                               | 1 283                               | 1 215                               | 1 421                               | 1 731                               | 1 931                               | 2 160                               | 2 294                               | 1 864                               | 2 952                               | 2 999                               | 2 712                               |

## Património
- Igreja Paroquial de São Tiago de Trouxemil
- Cruzeiro (Trouxemil)
- Senhor dos Aflitos (Trouxemil)
- Fonte Velha (Cioga do Monte)
- Quinta de Santo António da Cioga do Monte (morgadio)
- Quinta da Espertina (Paço dos Condes de Felgueiras)
- Capela de São João da Adémia de Baixo
- Capela de São Miguel de Alcarraques
- Capela de Nossa Senhora da Esperança de Fornos